# Janice Y. K. Lee
Janice Y. K. Lee (Hong Kong, 1972) è una scrittrice statunitense. È nota per il suo romanzo L'insegnante di pianoforte, pubblicato in italiano da Bompiani ed edito per la prima volta in inglese con il titolo The Piano Teacher. Il volume è stato tradotto tra l'altro in spagnolo, francese, polacco, tedesco, svedese, ungherese. Dal suo libro del 2016 The Expatriates (pubblicato in italiano con il titolo Expats. La vita delle altre da Sperling & Kupfer nel 2024) è stata tratta la fiction televisiva Expats che vede come protagonista Nicole Kidman.

## Biografia
Figlia di immigrati coreani, è cresciuta a Hong Kong.
Dopo essersi recata negli Stati Uniti, dove si è laureata in letteratura inglese e americana all'Harvard College, Janice Y. K. Lee si è trasferita a New York City, dove ha lavorato come redattrice presso le riviste Glamour, Elle e Mirabella.
Ha poi studiato all'Hunter College e ha scritto il suo primo romanzo, The Piano Teacher, che è pubblicato in 26 lingue ed è rimasto per 19 settimane nella lista dei bestseller del New York Times.
Nel febbraio 2017 è stato annunciato che Nicole Kidman e la sua società di produzione Blossom Films avevano scelto The Expatriates per l'adattamento di una serie televisiva, che è trasmessa su Prime Video da gennaio 2024.